# Мајо (Потенца)
Мајо (итал. Maio) је насеље у Италији у округу Потенца, региону Базиликата.
Према процени из 2011. у насељу је живело 34 становника. Насеље се налази на надморској висини од 764 м.